# Alte Synagoge (Antopal)

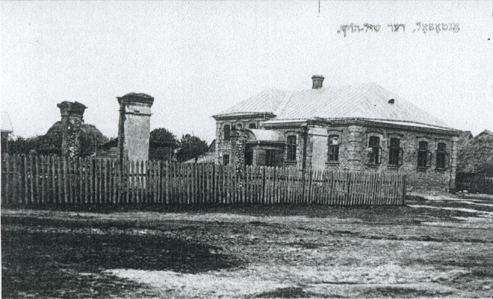
Alte Synagoge in Antopal (in den 1910er Jahren)

Die Alte Synagoge in Antopal, einer belarussischen Stadt in der Breszkaja Woblasz, wurde vermutlich im 19. Jahrhundert erbaut. Die profanierte Synagoge steht in der Krasnoarmiejska-Straße.
In Antopal war vor 1941 der Anteil der jüdischen Bevölkerung sehr hoch. Der überwiegende Teil der jüdischen Bevölkerung wurde von den deutschen Besatzern während des Holocausts ermordet.
Das Synagogengebäude wird heute als Schulhaus genutzt.